# Пјеро ди Козимо
Пјеро ди Козимо (итал. Piero di Cosimo), рођено име Пјеро ди Лоренцо (итал. Piero di Lorenzo; Фиренца, 2. јануар 1462 — Фиренца, 22. април 1522), био је италијански ренесансни сликар познат по свом ексцентричном карактеру и нестварним митолошким сликама.

## Биографија
Име Козимо, потиче од његовог учитеља Козима Роселија, с којим је 1481. године, као помоћник радио на фрескама Прелажење Црвеног мора и Проповјед на планини у Сикстинској капели у Ватикану. Ту је могао да види фреске Ботичелија и Гирландаја, чији стилови доминирају његово рано дјело из 1486. године, Прича о Јасону. У слици Посјета са двојицом светаца, рађеној око 1487., присутан је утицај колоризма Ван дер Хуса.
Ди Козимов зрели стил карактеришу митолошке слике у којима је присутна романтична фантазија са бизарним сценама. Многе од тих слика се заснивају на Витрувијевом схватању еволуције човјека. Слике су испуњене фантастичним хибридним формама људи и животиња препуштеним уживању (Откриће вина, око 1500) или у борби (Битка кентаура и лапита, 1486). Друге сцене приказују човјеково учење да користи ватру (Ватра у шуми, око 1487) и оруђе (Вулкан и Еол, око 1486) Гомиле чврстих голих тијела сјајне коже показује Козимово интересовање за дјело Луке Сињорелија. Али, док Откриће меда (око 1500. године) задржава форме фигура а ла Сињорели, њихове форме су моделиране мекше а свјетло које их обасјава је топлије, гдје је такође очигледно Ди Козимово мајсторство у коришћењу технике уља. У слици Спасавање Андромеде, Ди Козимо усваја Леонардову технику сфумата (метод сјенчења којим се ублажавају прелази између свјетла и сјене) како би постигао нови и сочнији атмосферски ефекат.